# Ascotis plenilunaria
Ascotis plenilunaria är en fjärilsart som beskrevs av Franz Dannehl 1928. Ascotis plenilunaria ingår i släktet Ascotis och familjen mätare. Inga underarter finns listade i Catalogue of Life.